# 平山 (弘前市)
平山（ひらやま）は、青森県弘前市の大字で、旧中津軽郡東目屋村国吉・桜庭の一部。郵便番号は036-1442。

## 地理
岩木川沿い南側に位置し、岩木川をはさんで北は桜庭、東は吉川・高野、南は旧中津軽郡相馬村大助、西は米ケ袋に接する。

### 小字
小字として貝坂・小山・平山がある。

## 歴史

### 沿革
- 1974年（昭和49年） - 国吉・桜庭の一部から分離、平山になる。

### 地名の由来
かつて桜庭にあった小字名、平山から。

## 世帯数と人口
2017年（平成29年）6月1日現在の世帯数と人口は以下の通りである。
| 丁目             | 世帯数 | 人口 |
| ---------------- | ------ | ---- |
| 平山（小字全域） | 29世帯 | 54人 |

## 施設

### 商業
- 三上重機建設

### 公共
- 平山町民会館

## 小・中学校の学区
市立小・中学校に通う場合、学区は以下の通りとなる。
| 大字 | 番地 | 小学校               | 中学校               |
| ---- | ---- | -------------------- | -------------------- |
| 平山 | 全域 | 弘前市立東目屋小学校 | 弘前市立東目屋中学校 |

## 交通
- 弘南バス

東目屋中学校前（弘前 - 田代・川原平・大秋線）停留所